# Teófilo Braga

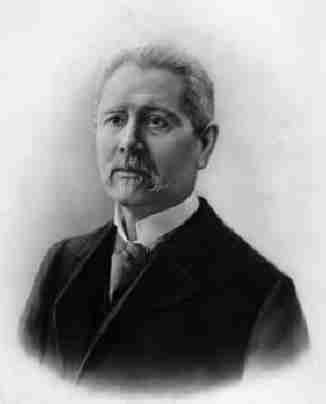
Teófilo Braga

Joaquim Teófilo Fernandes Braga [ʒuɐˈkĩ tiˈɔfilu fɯɾˈnɐ̃ðɯʃ ˈbɾaɣɐ] (* 24. Februar 1843 in Ponta Delgada auf den Azoren; † 28. Januar 1924 in Lissabon) war ein portugiesischer Literat und Staatsmann. Er war der erste Präsident seines Landes nach dem Fall der Monarchie. Er war zweimal (1910–1911 und 1915) Präsident von Portugal.

## Leben
In seiner Jugend wurde Braga durch den frühen Tod seiner Mutter geprägt. Er studierte Rechtswissenschaften an der Universität Coimbra, 1868 schließt Braga sein Jurastudium an, 1872 wird er an der Universität Lissabon zum Literaturprofessor berufen.
In dieser Zeit machte sich Braga vor allem mit einer Reihe von Veröffentlichungen zur Geschichte der portugiesischen Literatur einen Namen. Er veröffentlichte zudem vier Gedichtbände. In seinen Schriften unterstützte er den Philosophen Auguste Comte und führte den Positivismus in die philosophische Diskussion in Portugal ein.
Braga war ein überzeugter Anhänger der Republik und stand für eine konsequent antiklerikale Politik. Diese begründet er in einem Essay über die Kirche (Die Kirche und die moderne Zivilisation – A Igreja e a Civilização Moderna). 1879 veröffentlicht er den Artikel „Positive Lösungen der portugiesischen Politik“ (Soluções Positivas da Política Portuguesa) in dem er sich für eine Abschaffung der Monarchie und die Republik aussprach.

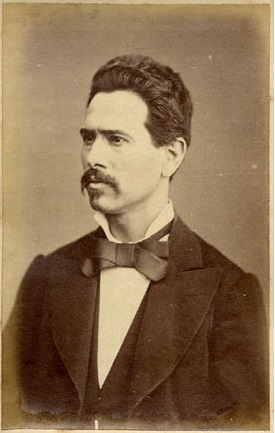
Teófilo Braga (1882)

1888 wurde Braga, als erster Republikaner überhaupt in der Geschichte des Landes, in die Cortes, das portugiesische Parlament, gewählt.
Im Januar 1910 rückte er in die Führungsspitze der Republikaner auf und wurde Mitglied des Politischen Direktoriums der Portugiesischen Republikanischen Partei (PRP), für die er im August 1910 auch in Lissabon als Abgeordneter gewählt wurde. Nach dem Fall der Monarchie wurde Braga schließlich am 5. Oktober 1910 zum ersten Präsidenten der Provisorischen Regierung seines Landes berufen.
Portugal hatte zu diesem Zeitpunkt noch keine republikanische Verfassung, Braga war deshalb nur ein Übergangspräsident. 1911 wurde dann eine verfassunggebende Versammlung gewählt und eine neue Verfassung verabschiedet. Nach dieser sollte der Präsident nicht in direkter Wahl vom Volk, sondern durch das Parlament gewählt werden. Die Cortes wählten Manuel José de Arriaga zum ersten verfassungsmäßigen Präsidenten des Landes. Damit endete am 4. September 1911 die erste Präsidentschaft Bragas.
1915, nur vier Jahre später, hatte sich die Republik bereits in eine große Krise manövriert. Die Verfassung gab dem Präsidenten nicht die Befugnis, das Parlament aufzulösen. Die Parteienlandschaft hatte sich inzwischen aufgesplittert, im Parlament saß eine Vielzahl politischer Parteien, so dass eine Regierungsmehrheit nicht mehr möglich war. Da er das Parlament nicht auflösen konnte, sah sich Präsident de Arriaga schließlich gezwungen, einen Militär, General Joaquim Pimenta de Castro, zum Regierungschef zu ernennen. Dieser putschte am 25. Januar, löste das Parlament auf, suspendierte die Verfassung und regierte diktatorisch, die „Diktatur der Schwerter“ – ditatura das espadas begann. De Arriaga blieb jedoch Präsident. Die Diktatur von de Castro wurde am 14. Mai durch einen Aufstand demokratisch-republikanischer Kräfte gestürzt. Auch Präsident de Arriaga, der de Castro zum Regierungschef berufen hatte, galt als kompromittiert und wurde zum Rücktritt gezwungen. Teófilo Braga wurde erneut zum Übergangspräsidenten berufen. Seine zweite Präsidentschaft endete am 5. Oktober 1915, als Bernardino Machado vom Parlament zum neuen Präsidenten gewählt wurde.
Braga war verheiratet und hatte zwei Kinder, von denen eins schon kurz nach der Geburt verstarb.